# Xaime Bello Costa
Xaime Bello Costa, nacido en Ferrol el 5 de diciembre de 1950 , es un político gallego. Fue alcalde de Ferrol entre 1999 y 2003.

## Trayectoria política
Militante del Bloque Nacionalista Galego, gobernó durante su mandato en pacto con el Partido de los Socialistas de Galicia-PSOE (PSdG-PSOE), con el teniente de alcalde de Ferrol, Bonifacio Borreiros, y posteriormente con Amable Dopico.
Durante su gobierno municipal, y por voluntad expresa de la mayoría de la cámara municipal de Ferrol, el 4 de julio de 2002 tuvo lugar el retiro de la estatua ecuestre del dictador Francisco Franco, realizada en 1967 por Federico Coullaut-Valera Mendigutia.